# Nils Erik Ulset
Nils Erik Ulset, född 1983 i Kristiansund, är en norsk längdåkare och skidskytt. Han tävlar för Tingvoll IL från Nordmøre.

## Meriter
- Guld vid paralympiska vinterspelen 2010, skidskytte 12,5 km stående
- Silver vid paralympiska vinterspelen 2010, skidskytte 20 km stående, fritt
- Silver vid paralympiska vinterspelen 2010, skidskytte 3 km stående
- Brons vid paralympiska vinterspelen 2006, skidskytte 12,5 km stående
- Brons vid paralympiska vinterspelen 2006, skidskytte 7,5 km stående